# Egon Erzum
Egon Erzum (* 22. September 1904 in Prökuls/Memelland; † 14. Oktober 1974 in Leutershausen/Mittelfranken) war ein deutscher Politiker (GB/BHE, CSU).

## Leben und Beruf
Nach dem an einem Humanistischen Gymnasium abgelegten Abitur studierte Egon Erzum in Tartu und Riga Philosophie und Rechtswissenschaften. Neben dem Studium trat er 1925 in die Polizeiverwaltung des Memellandes ein und war dort zuletzt Kommandeur einer Polizeischule. 1928 bis 1930 besuchte er die Kriegsschule. Er war im Zweiten Weltkrieg Oberstleutnant der Wehrmacht und wurde als Bataillons- und Regimentskommandeur in Osteuropa und Italien eingesetzt. Gegen Kriegsende geriet er in amerikanische Gefangenschaft, aus der er nach Bayern entlassen wurde. Bis 1948 war er als Arbeiter in einem Sägewerk tätig.

## Politik
Erzum war 1950 Mitbegründer des Bundes der Heimatvertriebenen und Entrechteten (BHE) und wurde deren geschäftsführender Vorsitzender im Landkreis Ansbach und Mitglied des Bezirksvorstandes für Mittelfranken. Er gehörte dem Kreistag Ansbach an und war dort Vorsitzender der BHE-Fraktion. Von 1954 bis 1958 war er Mitglied des Bayerischen Landtages. Nach dem Ausscheiden aus dem Landtag trat er zur CSU über und wurde deren hauptamtlicher Geschäftsführer für das Gebiet des Bundestagswahlkreises Ansbach. Von 1962 bis 1965 war er Bürgermeister von Leutershausen.